# 워해머 40,000: 돈 오브 워: 다크 크루세이드
《워해머 40,000: 던 오브 워: 다크 크루세이드》는 렐릭 엔터테인먼트에서 개발하고 THQ에서 출시한 실시간 전략 게임이다. 워해머 40,000:던 오브 워: 윈터 어썰트의 후속작이며, 타우 제국과 네크론 이라 불리는 2가지의 진영이 추가되었다.
'스페이스 마린', '오크', '엘다', '카오스 스페이스 마린', '임페리얼 가드 (제국 근위대), '네크론', '타우 제국'의 총 7개 진영이 등장하며, 특징적인 요소로 일꾼을 통해 자원을 채집하는 방식이 아닌 특정 거점을 차지하면 자금을 계속 획득할 수 있는 시스템을 사용하여 거점 점령 및 공격 루트의 결정이 게임에서 승리하기 위해 중요한 요소가 된다는 점이 있다.
또한 유닛들의 섬세한 움직임과, 맞은 부위에 따라 유닛이 쓰러지는 모습을 달리하며 폭발로 날아가는 유닛에 맞아 다른 유닛이 쓰러지기도 하는 등 사실적인 효과와 연출로 화제가 되기도 하였다.
또, 켐페인은 전시리즈나 다른 전략 시뮬레이션과 달리, 모든 적대적 종족을 물리치고 목표행성 '크로노스'를 획득하기 위한 7개 종족의 싸움이다. 플레이어는 7개 종족중 하나를 선택해 플레이 할 수 있으며, 진영, 종족, 침략지 에 따라 달라지는 동영상과 연출력이 다르게 나와 섬세함이 느껴진다.
끝으로, 그래픽 설정도 3단계로, 유연성있게 고루 쾌적하게 즐길 수 있게 해준다.
이 게임은 전작과는 달리 전작이 없어도 실행가능 한 '스탠드 얼론' 형식으로 발매되었으며, 싱글 플레이에서는 전 종족을 플레이 할 수 있다. 멀티 플레이의 경우에는 워해머 40,000: 던 오브 워의 시디키를 입력하면 스페이스 마린, 카오스, 엘다, 오크를 플레이 할 수 있으며, 워해머 40,000: 던 오브 워: 윈터 어설트의 시디키를 입력하면 임페리얼 가드를 플레이 할 수 있게 된다.

## 평가
| 평가 |                           |
| --- | ------------------------- |
| 통합 점수 통합사 점수 게임랭킹스 87% (based on 41 reviews) [ 1 ] 메타크리틱 87% (based on 34 reviews) [ 2 ] 평론 점수 평론사 점수 게임스팟 8.8/10 (great) [ 3 ] IGN 8.7/10 (great) [ 4 ] PC 게이머 (US) 79% (good) [ 5 ] |                           |
| 통합 점수 |                           |
| 통합사 | 점수                      |
| 게임랭킹스 | 87% (based on 41 reviews) |
| 메타크리틱 | 87% (based on 34 reviews) |
| 평론 점수 |                           |
| 평론사 | 점수                      |
| 게임스팟 | 8.8/10 (great)            |
| IGN | 8.7/10 (great)            |
| PC 게이머 (US) | 79% (good)                |